# Tiji (Líbia)
Tiji é uma pequena cidade no distrito de Nalute, no noroeste da Líbia. 
Está localizado a cerca de 240 km a sudoeste de Tripoli nas montanhas Nafusa. Através da cidade passa a estrada principal que liga Tripoli à fronteira daTunísia. Encontra-se na margem norte de um campo petrolífero. Em 2010, a cidade tinha cerca de 13 mil habitantes.
Em Tiji estava localizado um quartel das forças armadas da Líbia. Em 25 de maio de 2011, foi bombardeada durante a intervenção internacional na guerra civil da Líbia, duas aeronaves da Força Aérea Real inglesa lançaram um total de nove bombas no quartel.